# Minneapolis (Schiff, 1934)
Die USS Minneapolis (CA-36) war ein Schwerer Kreuzer der New-Orleans-Klasse der United States Navy.

## Geschichte
Die USS Minneapolis, benannt nach der Stadt in Minnesota, wurde am 27. Juni 1931 in der Philadelphia Marinewerft auf Kiel gelegt, am 6. September 1933 vom Stapel gelassen und am 19. Mai 1934 in Dienst gestellt. Nach den Testfahrten in europäischen Gewässern von Juli bis September 1934 und Umbauten in Philadelphia fuhr der Kreuzer am 4. April 1935 durch den Panamakanal nach San Diego, wo er am 18. April eintraf und sich der 7. Kreuzerdivision anschloss. Von dort aus operierte das Schiff entlang der Westküste, bis die Minneapolis 1940 nach Pearl Harbor beordert wurde.

### Hawaii
Als die Japaner die Basis am 7. Dezember 1941 angriffen, war die Minneapolis auf See, etwa 20 Meilen von Pearl Harbor entfernt, um Schießübungen durchzuführen. Sie wurde sofort für Patrouillenfahrten eingesetzt, bis sie Ende Januar einer Flugzeugträgergruppe zugeordnet wurde, welche die Gilbertinseln und die Marshallinseln angriff. Sie deckte die Träger während der erfolgreichen Angriffe am 20. Februar und am 10. März, als diese japanische Schiffe bei Lae und Salamaua angriffen und die japanischen Versorgungslinien unterbrachen.
Die Minneapolis nahm auch vom 4. bis zum 8. Mai an der Schlacht im Korallenmeer teil, um die Lexington zu beschützen, wobei sie drei japanische Bomber abschießen konnte. Sie rettete Überlebende der Lexington, als diese verloren ging. Diese Schlacht war wichtig, um die Versorgungslinien nach Australien und Neuseeland nicht abreißen zu lassen und die japanische Expansion in südlicher Richtung aufzuhalten.
Der Kreuzer war danach vom 3. bis zum 6. Juni  an der Schlacht um Midway beteiligt, wo er ebenfalls die Träger beschützen sollte. Diese Schlacht war einer der Wendepunkte im Pazifikkrieg, da die Japaner vier Flugzeugträger und 250 Flugzeuge mit erfahrenen Piloten verloren. Es war das Ende der japanischen Überlegenheit bei der trägergestützten Luftwaffe, was entscheidend in der modernen Kriegführung war. Von August 1942 bis April 1943 kommandierte Charles E. Rosendahl das Schiff.

### Guadalcanal
Nach Reparaturen und dem Auffüllen der Munition in Pearl Harbor schützte sie vom 7. bis zum 9. August die Träger bei den Landungen während der Schlacht um Guadalcanal und Tulagi. Die Minneapolis verblieb bei den Trägern und kam am 30. August der Saratoga zu Hilfe, um sie aus der Gefahrenzone zu schleppen, nachdem diese einen Torpedotreffer erhalten hatte. Von September bis Oktober unterstützte sie die Landungen auf Lunga Point und auf Funafuti.

Trotz des Sieges der USA in Guadalcanal war es den Japanern gelungen, am 9. Oktober die 17. Kaiserlich Japanische Armee in Tassafaronga anzulanden. Am 24. November wurde Konteradmiral Thomas Kinkaid damit beauftragt, mit der Task Force 67, bestehend aus der Minneapolis, der New Orleans, der Pensacola, der Northampton, der Honolulu und sechs Zerstörern, die Versorgung und das Anlanden weiterer Japaner zu verhindern. Nachdem Kinkaid von Konteradmiral Carleton Wright abgelöst worden war, lief die Minneapolis als Flaggschiff von Task Force 67 am 29. November aus, um japanische Transporter abzufangen, die Nachschub und Verstärkung nach Tassafaronga bringen sollten. Um 18:45 Uhr bildeten die japanischen Schiffe, bestehend aus der Takanami, Oyashio, Kuroshio, Kagero, Makinami, Naganami, Kawakaze und Suzukaze, eine Schlachtlinie. Um 21:40 Uhr drangen die Japaner in die Indispensable Strait ein, während die Amerikaner im selben Moment in das östliche Ende des Lengo-Kanals einfuhren. Um 22:40 Uhr drangen die Japaner in die Passage südlich der Savo-Insel ein, mit dem Hauptverband etwa 5 Kilometer vor der Küste und der Takanami als Wachtposten in halber Entfernung zur Küste. Fünf Minuten später verließen die Amerikaner den Lengo-Kanal. Um 23:06 Uhr zeigte das Radar der Minneapolis zwei Punkte mit einer Peilung von 284 Grad und einer Entfernung von 21.000 Metern. Die amerikanischen Schiffe formierten sich in einer einzigen Kolonne, als das Radar um 23:08 Uhr sieben oder acht Schiffe anzeigte. Um 23:12 Uhr hatten die Japaner die Amerikaner gesichtet und um 23:16 Uhr begannen die Japaner mit dem Angriff. In der folgenden Schlacht wurde die Minneapolis zweimal von Torpedos getroffen und schwer beschädigt. Dank der schnellen Schadenskontrolle blieb sie jedoch flott und konnte Tulagi erreichen. Dort wurde sie mit Palmblättern getarnt, um sie vor Luftangriffen zu schützen. Sie wurde von der eigenen Besatzung und von dort stationierten Seabees soweit repariert, dass sie nach Mare Island fahren konnte, um umfangreiche Reparaturen durchführen zu lassen.

### Island Hopping
Im August 1943 kehrte die Minneapolis in den Pazifik zurück und nahm an jeder größeren Operation mit Ausnahme von Iwo Jima teil. Ihr erster Einsatz war die Bombardierung von Wake am 5. Oktober. Vom 20. November bis zum 4. Dezember nahm sie am Angriff und der Eroberung von Makin in den Gilbertinseln teil und vom 4. Dezember bis zum 8. Dezember unterstützte sie Task Group 50.1 und 50.3 in den Kämpfen vor der Invasion von Kwajalein und Majuro. Im Februar 1944 war die Minneapolis an der Eroberung der Marshall-Inseln beteiligt. Sie unterstützte die Träger der Task Group 50.9 bei ihren Angriffen auf die Marianen und Karolinen und beteiligte sich anschließend an den Landungen bei Hollandia auf Neuguinea während der Operation Reckless.
Am 13. Juni beschoss die Minneapolis zusammen mit der Task Group 58.7, bestehend aus sieben Schlachtschiffen, drei weiteren schweren Kreuzern und 14 Zerstörern, im Rahmen von Operation Forager Saipan. Nachdem die Task Group 58.7 Meldung von großen japanischen Streitkräften erhalten hatte, kehrte der Verband zur Trägerflotte zurück, um sie in der Schlacht in der Philippinensee zu schützen. Während der Schlacht wurde die Minneapolis von japanischen Bombern attackiert, jedoch ohne Erfolg. Vom 8. Juli bis zum 9. August unterstützte sie die US-Marines bei der Rückeroberung von Guam. Vom 6. September bis zum 14. Oktober beteiligte sich das Schiff an der Operation Stalemate II.

### Philippinen
Am 24. Oktober wurde die Minneapolis Task Group 77.2 unter dem Kommando von Admiral Jesse B. Oldendorf zugeteilt, die aus weiteren Kreuzern sowie älteren Schlachtschiffen und Zerstörern bestand. Oldendorf positionierte seine Schiffe in der Straße von Surigao in Schlachtlinienformation. Dadurch waren seine Schiffe in der Lage, sämtliche Geschütze einer Breitseite auf den Gegner auszurichten, während die Japaner lediglich ihre vorderen oder hinteren Kanonen einsetzten konnten. Um 22:36 Uhr wurden die Japaner von PT-Schnellbooten vor Bohol gesichtet. Während die Japaner die Schnellboote angriffen, fuhren sie weiter auf Oldendorfs Linie zu. Gegen 3:00 Uhr eröffneten die Japaner das Feuer auf mehrere Zerstörer, worauf die Amerikaner das Feuer erwiderten und mehrere Torpedos auf die Fuso die Yamashiro und die Yamagumo abfeuerten. Um 3:19 Uhr sank die Yamagumo und um 3:38 Uhr explodierte die Fuso, während die Yamashira langsam weiter fuhr. Um 3:51 Uhr eröffnete die Minneapolis zusammen mit den restlichen Kreuzern und Schlachtschiffen das Feuer auf die weiter vorrückenden Japaner. Dabei wurde die Yamashira so schwer getroffen, dass sie gegen 4:20 Uhr sank. Etwa zur gleichen Zeit zogen sich die Japaner zurück und die Minneapolis stellte das Feuer ein.
Die Minneapolis, die weiterhin abwechselnd Trägerabschirmung und Bombardierungen auf den Philippinen durchführte, war vom 4. bis zum 18. Januar 1945 bei den Angriffen und Landungen im Lingayen-Golf auf Luzon sowie vom 13. bis zum 18. Februar bei den Landungen auf Bataan und Corregidor beteiligt.

### Japan
Im März wurde die Minneapolis ins Ostchinesische Meer beordert, wo sie zusammen mit ihrem Schwesterschiff, der San Francisco, am 25. März die Kerama-Inseln zur Vorbereitung der bevorstehenden Invasion von Okinawa bombardierte. Als die eigentliche Invasion am 1. April begann, bombardierte die Minneapolis das japanische Flugfeld in Naha und unterstützte die anschließende Landung der Bodentruppen. Nach monatelangem Einsatz waren ihre Geschützrohre so stark abgenutzt, dass sie ersetzt werden mussten. Ihre Abfahrt, die für den 12. April geplant war, wurde an diesem Tag durch den bisher größten Luftangriff der Japaner während der Operation verzögert, bei dem sie mehrere Kamikazeangriffe abwehren musste. Beim Einbruch der Dunkelheit konnte die Minneapolis nach Bremerton, aufbrechen wo sie instand gesetzt und ihre Kanonenrohre getauscht wurden. Nach dem Ende der Arbeiten kehrte sie für weitere Einsätze ins Kampfgebiet zurück und verblieb dort bis zum Ende des Krieges. Am 9. September befand sich Admiral Thomas Kinkaid, an Bord der Minneapolis, als dieser die Kapitulation der japanischen Streitkräfte in Korea annahm. Anschließend patrouillierte sie im Gelben Meer und unterstützte die Landungen der US-Marines bei Taku und Chinwangtao.

### Nachkriegszeit
Nachdem sie in der Operation Magic Carpet Soldaten nach Hause gebracht hatte, fuhr die Minneapolis am 14. Januar 1946 durch den Panamakanal nach Philadelphia. Hier wurde sie am 21. Mai 1946 der Reserve zugeteilt und am 10. Februar 1947 außer Dienst gestellt. Am 1. März 1959 wurde sie von der Marineliste gestrichen und am 14. August 1959 zum Abwracken verkauft.

## Technik
Das Schiff hatte eine Gesamtlänge von 179 m, eine Länge zwischen den Loten von 175 m und eine Breite von 18,82 m. Der Tiefgang betrug 6,93 m. Die Verdrängung lag zwischen 10.136 tn.l. und 12.436 tn.l.

### Antrieb
Die Minneapolis war mit vier Westinghouse-Dampfturbinen ausgestattet, die jeweils eine Welle antrieben und insgesamt 107.000 Shp (78.698 kW) entwickelten, mit der sie eine Höchstgeschwindigkeit von 32,7 Knoten (61 km/h) erreichte. Der Dampf wurde von acht Babcock- und Wilcox-Wasserrohrkesseln geliefert. Das Schiff konnte maximal 1861 tn.l. Heizöl mitführen, was ihm bei 15 Knoten (28 km/h) eine Reichweite von 10.000 Seemeilen (18.520 km) ermöglichte. Der taktische Durchmesser lag bei 731 m bei einer Geschwindigkeit von 10 Knoten (18,5 km/h). Die Besatzung des Schiffes bestand aus 919 Offizieren und Mannschaft.

### Bewaffnung

#### Hauptbewaffnung
Die Hauptbewaffnung bestand aus neun 203-mm-Kanonen in drei Drillingsgeschütztürmen mit einem Gewicht von 250 tn.l. Zwei Türme befanden sich vor und einer hinter den Aufbauten mit den Bezeichnungen 1 bis 3 von vorn nach achtern. Die 11,4 m langen Geschütze hatten einen Seitenrichtbereich von −150 bis +150 Grad. Die Kanonen selbst wogen 30 tn.l. und hatten bei einer maximalen Elevation von 41° und einer Mündungsgeschwindigkeit von 762 m/s eine Reichweite von 27.480 m. Sie verschossen 118 kg schwere Granaten mit einer Kadenz von etwa vier Schuss pro Minute. Die seitliche Ausrichtung erfolgte durch einen 22-kW-Elektromotor mit einer Geschwindigkeit von 3,5 Grad pro Sekunde. Die Erhöhung und Absenkung der Rohre erfolgte durch einen 13-kW-Elektromotor mit einer Geschwindigkeit von 8 Grad pro Sekunde.

#### Sekundärbewaffnung
Die Sekundärbewaffnung setzte sich aus acht 127-mm-Geschützen in Mk-23-Lafetten mit einem Gewicht von 9,8 tnl.l zusammen. Die Kanonen befanden sich in den Aufbauten, jeweils vier an Back- und vier an Steuerbord. Die 3.175 mm langen Geschütze hatten einen Seitenrichtbereich von −150 bis +150 Grad. Die Kanonen selbst wogen 954 kg und hatten bei einer maximalen Elevation von 85° und einer Mündungsgeschwindigkeit von 643 m/s eine effektive Reichweite von 8.350 m. Sie verschossen 36 kg schwere Granaten mit einer Kadenz von etwa 20 Schuss pro Minute.

### Panzerung
Die Minneapolis war mit einem 127 mm dicken Panzergürtel versehen, der sich von der vorderen bis zur hinteren Barbette erstreckte und an seiner Unterkante auf 83 mm verjüngte. Zusammen mit 89 mm dicken Querschotten bildete er die gepanzerte Zitadelle. Die Geschütztürme waren zwischen 38 mm und 152 mm gepanzert und die darunter liegenden Barbetten waren 127 mm dick. Das gepanzerte Deck war 57 mm dick und der Kommandoturm war rundherum mit 127 mm gepanzert.